# Палини
Пали́ни (греч. Παλλήνη) — город в Греции, восточный пригород Афин. Расположен в 19 километрах к северо-востоку от центра Афины, площади Омониас, и в 10 километрах к северо-западу от международного аэропорта «Элефтериос Венизелос» у подножия Пенделикона и Имитоса. Входит в общину (дим) Палини в периферийной единице Восточной Аттике в периферии Аттике. Население 16 415 жителей по переписи 2011 года.
Через Палини проходит проспект Маратонас (Λεωφόρος Μαραθώνος, национальная дорога ΕΟ54), соединяющий Афины и Рафину.
В километре к западу находится железнодорожная станция «Палини», через которую проходят поезда железнодорожной линии «Аэродром» — «Патры» (аэропорт «Элефтериос Венизелос» — Патры) и Линии 3 Афинского метрополитена.

## Мифология
Плутарх в «Сравнительных жизнеописаниях», в «Тесее» пишет, что после смерти царя Афин Эгея, преемником был назначен его сын Тесей. Его врагами и соперниками за престол были сыновья царя Палланта, от имени которого происходит современное название города. По Плутарху Паллант с отрядом двинулся из Сфетта (Σφηττός) на Афины, а его сыновья с отрядом стояли в засаде у Гаргетта (Γαργηττός), ныне северный район Еракаса. Глашатай Леой из Агнунта (Αγνούς) выдал их Тесею. Тесей напал на отряд сыновей Палланта и убил их всех. Отряд Палланта разбежался. Тесей убил всех противников и сосредоточил власть в своих руках.

## История
Паллена был древнегреческим полисом на дороге из Марафона в Афины. Находился западнее современного города. Впервые упоминается в 508 году до н. э. По реформе Клисфена относился к триттии Месогии (Μεσόγεια) в филе Антиохиде (Ἀντιοχίς).
Здесь в месте известном как Палленида находился храм Афины, у которого в 546 году до н. э. в битве при Паллениде Писистрат разбил афинян. Победа в битве позволила Писистрату установить в Афинах тиранию. Руины храма найдены на улице Клистенус (Κλεισθένους) в Еракасе. Как памятник погибшим афинянам был установлен мраморный лев, сейчас находящийся в церкви Святого Николая в Леондарионе.
По Еврипиду у храма Афины похоронен царь Еврисфей, убитый Гиллом после поражения в битве с афинянами и Гераклидами, жившими в Трикоринфе (Τρικόρυνθος), во главе с Иолаем.
По Геродоту из Паллены был родом афинян Аминий (Αμεινίας), отличившийся в битве при Саламине в 480 году до н. э.
Город пришел в упадок после завоевания Греции Римом, существовал непрерывно в классический и римский период, в византийский период был покинут жителями.
В турецкий период место называлось Харвати (Χαρβάτι).
В 1874 году судовладелец Иоаннис Теофилатос (Ιωάννης Θεοφιλάτος) создал в Харвати поместье площадью примерно 30 000 стремм, что соответствует 30 квадратным километрам, которое обрабатывалось мелкими арендаторами (κολίγες). Дворец поместья сгорел в 1900 году. На месте дворца находится в настоящее время церковь Святого Трифона. От усадьбы сохранилась каменная ветряная мельница, снабжавшая поместье водой.

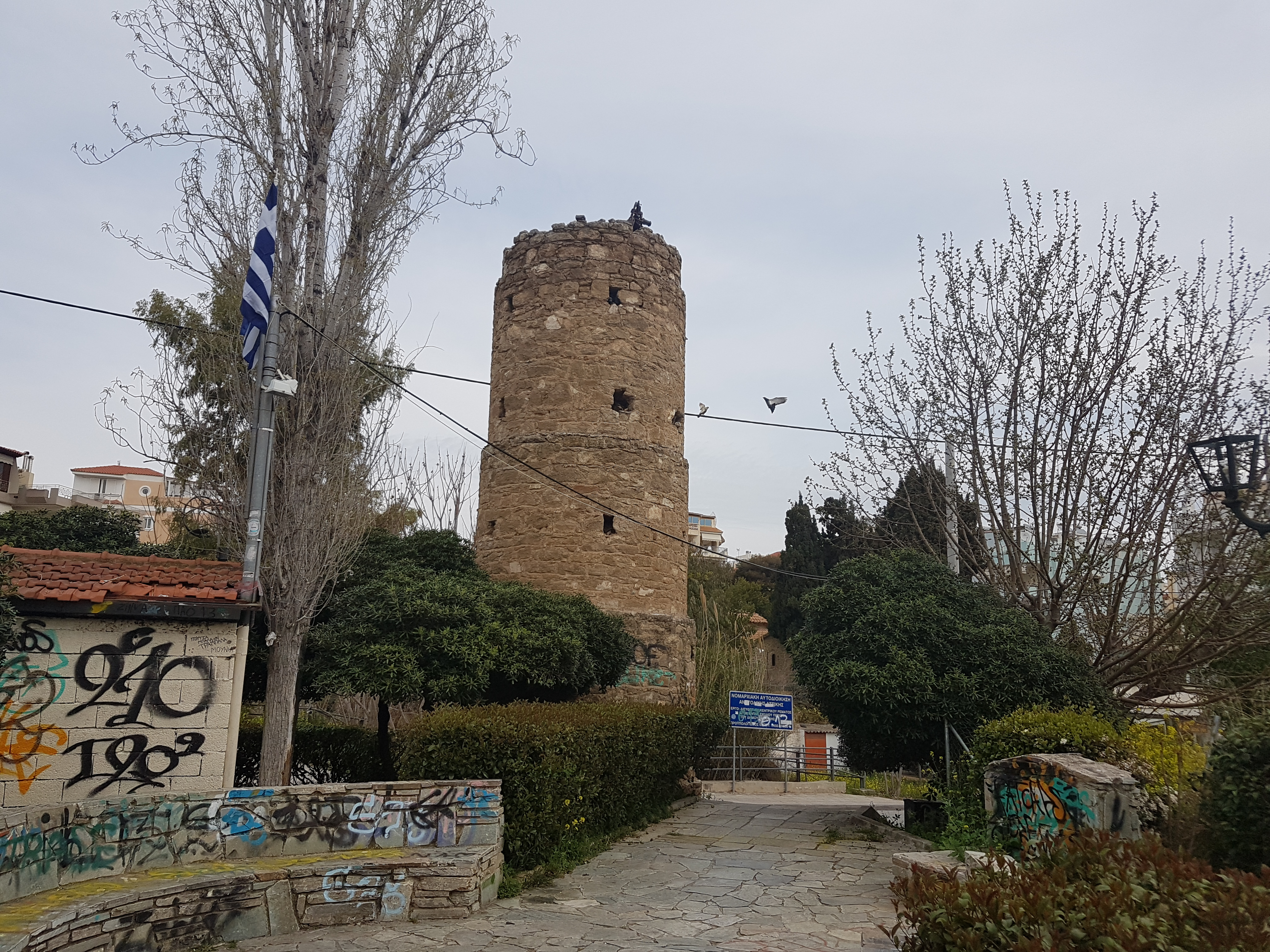
Каменная ветряная мельница XIX века в Палини

Дворец был построен в 1845 году прежним владельцем поместья, французским консулом Александром Луисом де Руже (Alexandre Louis Joseph de Roujoux).
В 1875 году Андреас Камбас (Ανδρέας Καμπάς) приобрел поместье Кандза (Κάντζα) площадью примерно 5000 стремм, что соответствует 5 квадратным километрам, и создал винодельческое предприятие. Сохранилась вилла Андреаса Камбаса, местная достопримечательность.
В 1913 году 48 семей арендаторов получили в собственность землю поместья площадью примерно 10 000 стремм, что соответствует 10 квадратным километрам, созданы деревни Кандза (ныне Леондарион) и Като-Харвати (Κάτω Χαρβάτι). Жители преимущественно занимались земледелием, выращивали виноград. Во второй половине XX века Палини превратился в региональный финансовый и промышленный центр.

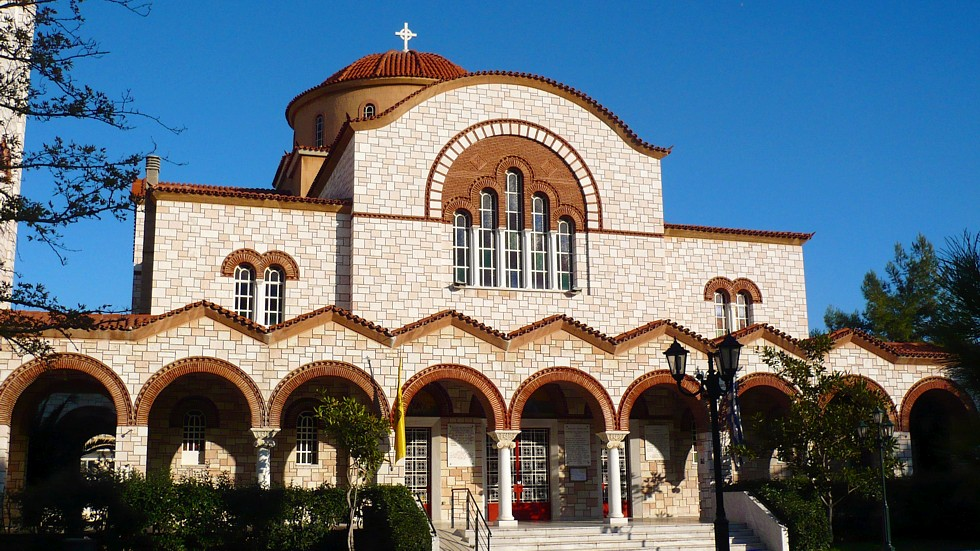
Церковь Святого Трифона

## Сообщество Палини
В общинное сообщество Палини входит малый город Леондарион. Население 22 344 жителя по переписи 2011 года. Площадь 18,932 квадратного километра.
| Населённый пункт | Население (2011), человек |
| ---------------- | ------------------------- |
| Леондарион       | 5929                      |
| Палини           | 16 415                    |

## Население
| Год  | Население, человек |
| ---- | ------------------ |
| 1981 | 5475               |
| 1991 | 7899               |
| 2001 | 13 176             |
| 2011 | ↗ 16 415           |